# فعالیت فراطبیعی: ابعاد شبح
فعالیت فرا طبیعی: ابعاد شبح (به انگلیسی: Paranormal Activity: The Ghost Dimension) یک فیلم در ژانر تصاویر پیدا شده و ترسناک است که در سال ۲۰۱۵ منتشر شد. ابعاد شبح ششمین قسمت از سری فیلم‌های ترسناکِ «فعالیت فراطبیعی» است.
این فیلم دنباله‌ای بر فعالیت فراطبیعی، فعالیت فراطبیعی ۲، فعالیت فراطبیعی ۳، فعالیت فراطبیعی ۴ و فعالیت فراطبیعی: نشانه گذاری شده ها است.

## داستان
در سال ۱۹۸۸ ، کیتی و کریستی تماشا می کنند که ستون فقرات دنیس توسط یک نیروی اسرارآمیز خرد می شود. مادربزرگ لوییس دختران را به طبقه بالا می برد در حالی که نهاد دوربین را با خود می برد. مردی در مورد "توبی" با دختران صحبت می کند و چگونگی اهمیت آنها برای برنامه وی.
بیست و پنج سال بعد در سال ۲۰۱۳ ، رایان فلج ، همسرش امیلی و دختر شش ساله آنها لیلا قرار است کریسمس را جشن بگیرند ، هنگامی که مایک ، برادر رایان ، پس از درگیری با دوست دختر خود در حرکت می شود. در کنار آنها اسکیلار است که متوجه می شود لیلا با یک دوست خیالی به نام توبی صحبت می کند...

## دنباله
فعالیت فراطبیعی: نزدیک‌ترین خویشاوند در سال ۲۰۲۱ اکران شد.